# Ascionana rockinghamia
Ascionana rockinghamia är en kräftdjursart som beskrevs av Just och Wilson 2004. Ascionana rockinghamia ingår i släktet Ascionana och familjen Paramunnidae. Inga underarter finns listade i Catalogue of Life.